# Эппингер, Мартин Иванович
Мартин Ива́нович Эппингер (1822—1872) — русский архитектор, академик архитектуры Императорской Академии художеств, надворный советник, известен проектом русских построек в Иерусалиме.

## Учёба
Родился в семье инструментального мастера в Петербурге. Брат архитектора Ф. И. Эппингера. Учился в училище Петербургской лютеранской церкви св. Петра. В 1832 году поступает вольноприходящим учеником в Императорскую академию художеств по специальности архитектуры. Проявил блестящие результаты в учёбе, в декабре 1840 года за успехи по занятиям архитектурным композициям был награждён серебряной медалью, а через год в мае 1841 года был награждён большой серебряной медалью. В ноябре 1840 года получил золотую медаль за «Проект гостиного двора». По окончании курса академии со званием свободного художника Мартин Эппингер поселился в Санкт-Петербурге. 25 сентября 1852 года решением Совета академии художеств возведен в звание академика.

## Начало карьеры
В 1853 году за собственный счет отправился заграницу, где изучал основы характеров разных исторических стилей. Особое внимание уделял церковно-византийским стилям древних монастырей святой горы Афон.

## Заграничная командировка
В 1859 году удостоился быть главным архитектором русских построек в Иерусалиме в рамках строительства Палестинского комитета. В течение периода с 1859 по 1865 годы ему удалось вести руководство строительством: Троицкого собора в Иерусалиме, комплекса здания Русской духовной миссии в Иерусалиме, здания Русской больницы в Иерусалиме. Для нужд русских православных паломников им были построены: Елизаветинское и Мариинском подворья, а также здание Русского генерального консульства в Иерусалиме. Комплекс этих зданий стал главным трудом архитектора и его труды и заслуги были отмечены Санкт-Петербургской академией художеств, которая признала Мартина Эппингера в 1862 году своим «почетным вольным общником». Также в 1862 году по ходатайству управляющего делами Палестинского комитета Б. П. Мансурова был награждён орденом святого Станислава второй степени.

## Завершение карьеры
Последний проект с участием архитектора Мартина Эппингера — было строительство синагоги Тиферет Исраэль в еврейском квартале старого города Иерусалима в сотрудничестве с раввином Нисаном Беком в 1860-х годах. Мартин Эппингер помогал в создании проекта синагоги Тиферет Исраэль. В 1864 году М. И. Эппингер сдал все здания русских построек русскому консулу и после упразднения Палестинского комитета в Палестинскую комиссию 7 апреля 1864 года возвращается в Санкт-Петербург, оставив в Иерусалиме своих архитекторов помощников В. А. Дорогулина и М. Ф. Грановского. Скончался в 1872 году в Санкт-Петербурге.
Его старший брат Эппингер, Фёдор Иванович (род. 1816), который также стал архитектором и умер годом позже.